# Ашурбекова, Набат ханум
Набат ханум Коджа-бек кызы Ашурбекова (азерб. Nabat xanım Qoca qızı Aşurbəyova; 1795, Баку — 7 декабря 1912, Баку) — нефтепромышленник и меценат, построившая мечеть Тезе Пир.

## Биография
Набат Ашурбекова родилась в 1795 году в семье Коджа-бека Ашурбекова. Была внучкой Гаджи Имам Верди-бека Ашур-хан оглы.
Пожертвовала определённую сумму на строительство Баку-Шолларского водопровода. Также одна из городских бань Баку, расположенная на нынешней ул. Топчубашева, была построена Набат ханум Ашурбейли. Баня раз в неделю работала бесплатно для бедных семей и сирот.

### Строительство Тезе Пир
Набат ханум финансировала строительство одной из самых крупных мечетей современного Баку, Тезе Пир. Архитектор Зивер бек Ахмедбеков был отправлен в путешествие по странам Ближнего Востока с поручением ознакомиться с архитектурой мечетей. По возвращении в Баку Зивер беком был подготовлен проект мечети.
Строительство мечети началось 23 июля 1905 года. Для закладки первого камня фундамента мечети Набат ханум пригласила Гаджи Зейналабдин Тагиева, которым также при окончании строительства был заложен последний камень. Строительство длилось до 1914 года, т. е. сама Набат ханум не увидела готовую мечеть. После её смерти (1912 г.) строительством занялся её сын Гаджи Аббас-Гулу Рзаев.
Набат ханум похоронена у входа мечети Тезе Пир. Там же, рядом с матьерью, похоронен и её сын Гаджи Аббас-Гулу Рзаев.

## Семья
- Муж — Гаджи Муса Рза Рзаев;
- Сын — Гаджи Аббас-Гулу Рзаев;
- Дочери: 
  - Ашраф ханум Рзаева
  - Гюльбиста ханум Рзаева

## Память
- Одна из городских улиц Баку названа в честь Набат ханум Ашурбековой[10].